# Yaqeh
Yaqeh (persiska: يقه, لقه) är en ort i Iran.   Den ligger i provinsen Teheran, i den norra delen av landet, 40 km väster om huvudstaden Teheran. Yaqeh ligger 1 088 meter över havet och antalet invånare är 409.
Terrängen runt Yaqeh är huvudsakligen platt, men åt sydväst är den kuperad. Terrängen runt Yaqeh sluttar österut. Runt Yaqeh är det tätbefolkat, med 947 invånare per kvadratkilometer. Närmaste större samhälle är Eslāmshahr, 17,8 km öster om Yaqeh. Trakten runt Yaqeh består till största delen av jordbruksmark.